# فاليرى هوبسون
فاليرى هوبسون (بالإنجليزية: Valerie Hobson)‏ هي ممثلة بريطانية، ولدت في 14 أبريل 1917 في المملكة المتحدة، وتوفيت في 13 نوفمبر 1998 بلندن في المملكة المتحدة بسبب نوبة قلبية. بدأت مشوارها المهني سنة 1932.

## أعمال

### أفلام
- (1935) الانتحال العظيم (فيلم 1935)
- (1939) ذا اسباي إن بلاك
- (1946) الآمال العظيمة

## وصلات خارجية
- فاليرى هوبسون على موقع IMDb (الإنجليزية)
- فاليرى هوبسون على موقع الموسوعة البريطانية (الإنجليزية)
- فاليرى هوبسون على موقع ألو سيني (الفرنسية)
- فاليرى هوبسون على موقع أول موفي (الإنجليزية)
- فاليرى هوبسون على موقع قاعدة بيانات برودواي على الإنترنت (الإنجليزية)
- فاليرى هوبسون على موقع قاعدة بيانات الأفلام السويدية (السويدية)
- فاليرى هوبسون على موقع إن إن دي بي (الإنجليزية)
- فاليرى هوبسون على موقع ديسكوغز (الإنجليزية)
- فاليرى هوبسون على موقع قاعدة بيانات الفيلم (الإنجليزية)
- فاليرى هوبسون على موقع كينوبويسك (الروسية)